# Cyrtolobus limus
Cyrtolobus limus är en insektsart som beskrevs av Van Duzee. Cyrtolobus limus ingår i släktet Cyrtolobus och familjen hornstritar. Inga underarter finns listade i Catalogue of Life.